# Naturschutzgebiet Drei Steine

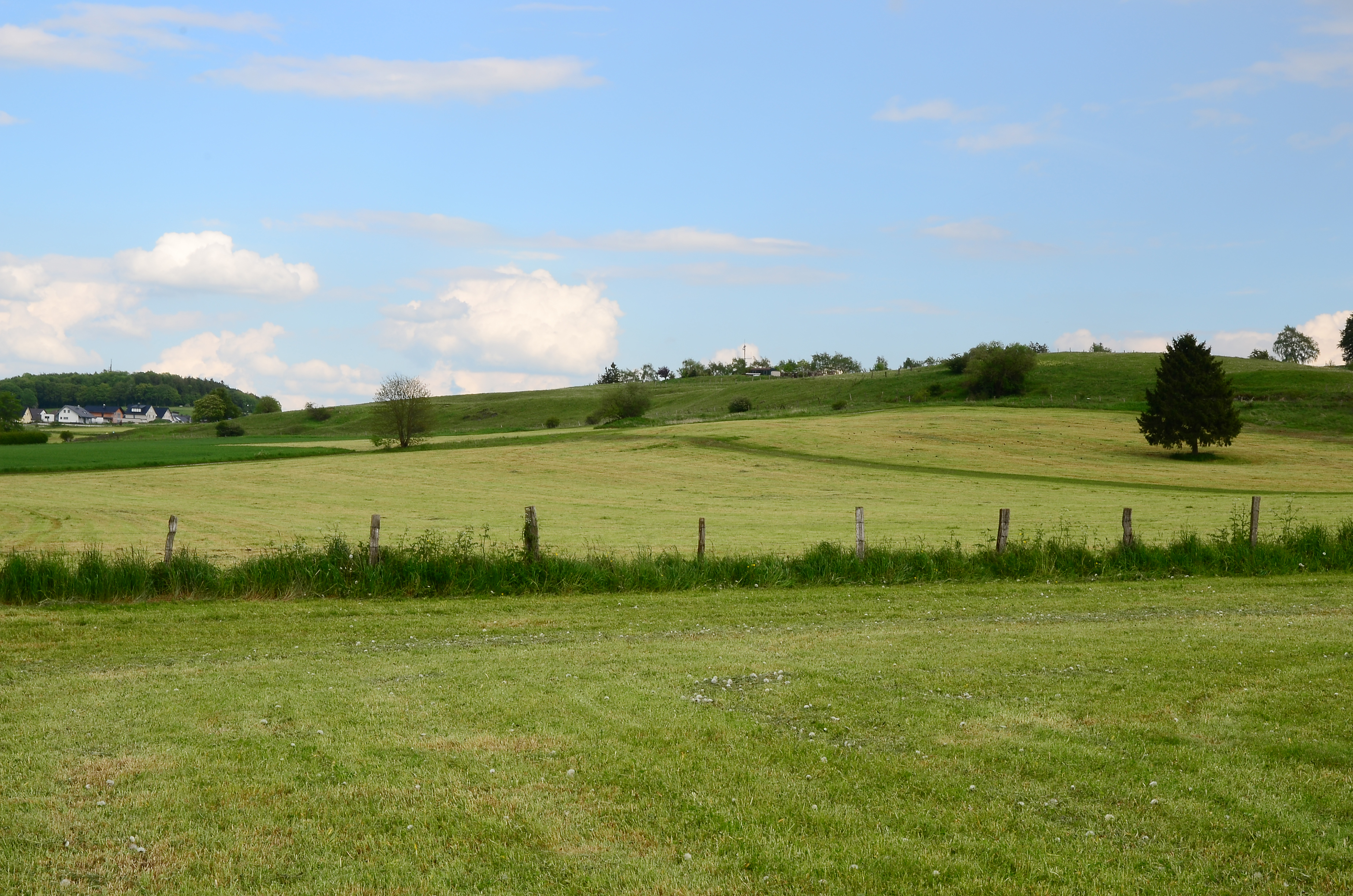
Naturschutzgebiet Drei Steine

Das Naturschutzgebiet Drei Steine mit einer Größe von 9,16 ha liegt westlich von Brilon. Das Gebiet wurde 2008 mit dem Landschaftsplan Briloner Hochfläche durch den Hochsauerlandkreis (HSK) als Naturschutzgebiet (NSG) ausgewiesen. Es ist eines von 31 Naturschutzgebieten in Brilon, welche zur Gruppe der Kalkkuppen mit speziellen Verboten gehören. Drei Teilflächen des NSG gehören zum FFH-Gebiet Kalkkuppen bei Brilon (DE 4617-303). Östlich grenzt direkt die Bebauung an. Nördlich grenzt die Kreisstraßenmeisterei des HSK Standort Brilon an.

## Gebietsbeschreibung
Beim NSG handelt es sich um die drei keine Hügelkuppen Drei Steine mit abgestuften Geländekanten insbesondere in der Westhälfte des NSG. An den Kuppen treten flache Felsen offen zu Tage. Außer den Felsen befinden sich Grünlandbereiche mit wenigen gliedernde und belebende Feldgehölzen im NSG. Der Landschaftsplan beschreibt ferner:  „In ihrem Umfeld und innerhalb von Magerweiden an der Nordseite, aber auch im Bereich mehrerer anthropogener Geländeveränderungen im Gebiet findet sich eine reichhaltige Kalkmagerrasenvegetation. Flachere Gebietsteile sind tendenziell intensiver genutzt.“ 
Das LANUV führt zum NSG aus: „Auf der intensiv agrarisch genutzten Briloner Hochfläche sind die Reste früher weiter verbreiteter Kalkmagerrasenvegetation besonders schutzwürdig. Natürliche Felsen erhöhen die Strukturvielfalt und Wertigkeit. Das NSG ist Bestandteil eines international bedeutsamen Biotopverbundsystems von felsdurchsetzten Kalk-Trockenrasen.“
Es wurden durch das LANUV Pflanzenarten wie Blaugrüne Segge, Dornige Hauhechel, Echter Wiesenhafer, Echtes Johanniskraut, Echtes Labkraut, Flaumiger Wiesenhafer, Frühlings-Segge, Gamander-Ehrenpreis, Geflecktes Johanniskraut, Golddistel, Großer Klappertopf, Kleine Bibernelle, Kleiner Odermennig, Kleiner Wiesenknopf, Kleines Habichtskraut, Körner-Steinbrech, Kriechender Hahnenfuss, Mauerraute, Mittlerer Wegerich, Purgier-Lein, Rundblättrige Glockenblume, Schafschwingel, Spitz-Wegerich, Tauben-Skabiose, Spitzlappiger Frauenmantel, Wiesen-Margerite, Wiesen-Schafgarbe, Wiesen-Schaumkraut, Wiesen-Schlüsselblume und Zerbrechlicher Blasenfarn nachgewiesen.

## Schutzzweck
Im NSG sollen die artenreichen Fels- und Grünlandbereiche geschützt werden. Wie bei allen Naturschutzgebieten in Deutschland wurde in der Schutzausweisung darauf hingewiesen, dass das Gebiet „wegen der Seltenheit, besonderen Eigenart und Schönheit des Gebietes“ zum Naturschutzgebiet wurde. Der Landschaftsplan führt zum NSG auf: „Erhaltung eines artenreichen Fels- und Magerweidenstandortes als Lebensraum von tlw. seltenen und gefährdeten Pflanzenarten sowie als wichtige Teilfläche im regionalen Verbund ähnlicher Biotopstrukturen; dauerhafte Sicherung einer extensiven Grünlandnutzung auf ungünstigen Standorten durch Vertragsangebote zur Erhaltung dieses Biotopmosaiks; Sicherung der Kohärenz und Umsetzung des europäischen Schutzgebietssystems Natura 2000.“

## Verbote
Zu den normalen Verboten in Naturschutzgebieten kommen beim NSG Drei Steine wie bei den anderen 30 Kalkkuppen zusätzliche Verbote hinzu. Es ist verboten, die Briloner Kalkkuppen zu düngen, zu walzen und zu schleppen. Es dürfen nicht mehr als zwei Großvieheinheiten pro Hektar gleichzeitig weiden. Ferner darf erst ab dem 1. Juli eines Jahres gemäht werden.